# Fissicrambus hirundellus
Fissicrambus hirundellus là một loài bướm đêm trong họ Crambidae.